# マルティヌス1世 (ローマ教皇)
マルティヌス1世（Martinus I、？ - 655年9月16日）は第74代ローマ教皇（在位649年7月5日 - 653年）。カトリック教会・正教会で聖人で、カトリック教会での記念日は4月13日。日本のカトリック教会では聖マルティノ一世、聖マルチノ1世教皇殉教者 などとも呼ばれる。
東ローマ皇帝コンスタンス2世が両性単意論を支持する勅令（テュポス）を発布した際、ラテラン教会会議でこれを異端と決議したため、653年に東ローマ帝国のラヴェンナ総督府によって捕縛された上、コンスタンティノープルに連行された。裁判の結果、クリミア半島のケルソンに配流され、その地で没する。
彼の逮捕は、7世紀の半ばになってもコンスタンティノープルの皇帝の権威・権力が西方にも及んでいたことを示す一つの例である。